# Dijous Sant

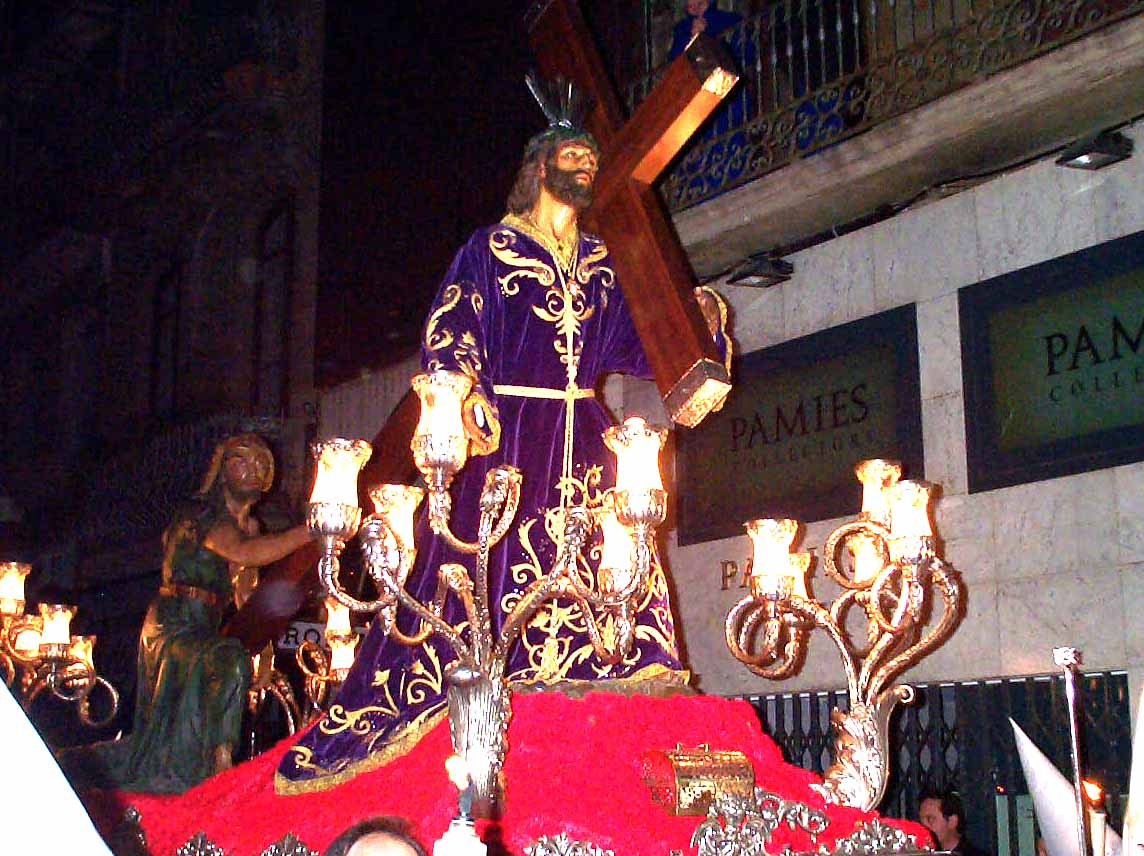
Reus, imatge de la Processó del Silenci

En el calendari cristià, el dijous Sant és el dijous de la Setmana Santa. Commemora l'anomenat Sant Sopar, és a dir, l'últim sopar de Jesucrist amb els seus deixebles abans de ser traït per Judes Iscariot i crucificat.
El Dijous Sant és el dijous previ a la Pasqua Florida i com que es calcula en funció de l'equinocci i les fases lunars, pot oscil·lar entre el 19 de març i el 22 d'abril.
És el dia de la fraternitat, ja que Jesús en el darrer sopar va rentar els peus als deixebles, es va fer servidor dels altres. Abans el Dijous Sant era dia de silenci, la gent no sortia de casa, es practicava el dejuni i les campanes no marcaven les hores, com a mostra de respecte. En alguns indrets, se celebren les processons de silenci, on s'escenifiquen la captura, la crucifixió, l'agonia i mort de Crist. En algunes poblacions es representa la 'Dansa de la Mort', una dansa d'origen medieval on es recrea l'arribada de la mort.

## Festes tradicionals
A Catalunya:
- Dansa de la mort a Verges, Baix Empordà.[2]
- Processó dels Misteris o del Silenci, Badalona.
- Dansa Macabra a Girona (Gironès)
- Processó del Silenci a Tortosa (Baix Ebre)
- Via Crucis de Barruera (Alta Ribagorça)
- Nit de Silenci a Mataró (Maresme)
- Processó del Silenci a Martorelles (Vallès Oriental)
- Processó de la confraria de la Vera Cruz y María Santísima de los Dolores a Santa Coloma de Gramenet (Barcelonès)

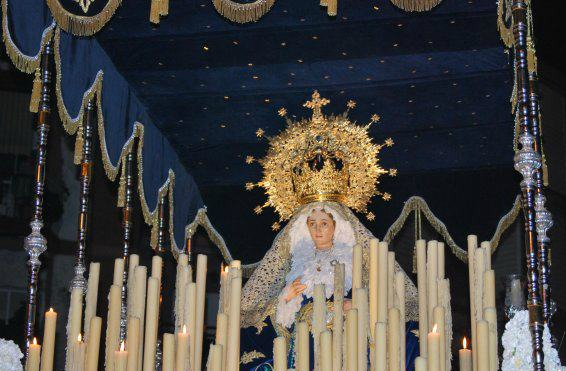
MªStmª de los Dolores de Santa Coloma de Gramenet que surt la matinada del dijous al Divendres Sant.

- Solemne Processó del Silenci. Reus (Baix Camp) Organitzada per la Confraria de Nostre Pare Jesús del Calvari.
- Processó de Dijous Sant Mataró (Maresme), al barri de Cerdanyola, organitzada per l'Hermandad Ntro. P. Jesús Nazareno y Ntra. Sra. de la Esperanza i la Confraria de la Verònica.
- Processons del Silenci a:
  - Sant Martí Sapresa (Selva)
  - Rupit (Osona)
  - Beget, les Planes d'Hostoles, Sant Esteve d'en Bas (Garrotxa)
  - Gavà (Baix Llobregat)
  - Vilagrassa (Urgell)
  - Ripoll (Ripollès)
  - l'Escala (Alt Empordà)
  - Guàrdia de Tremp (Pallars Jussà)
  - Mataró (Maresme) Processó Nit del Silenci, organitzada per la Confraria de l'Oració a l'Hort, la Coronació d'Espines i els Armats de Mataró.